# 丁又一
丁 又一（チョン・ウイル、朝鮮語: 정우일、1880年または1898年3月19日 - 1960年）は、大韓民国の政治家。義城邑長、制憲韓国国会議員。キリスト教徒。

## 経歴
慶尚北道義城郡出身。義城公立普通学校を経て義城公立簡易農業学校卒。大邱市立啓成中学校卒業または3年修了。農業に従事した後、義城教会講習所聖書・一般社会教師（1925〜1929年）、朝鮮イエス教長老会義城教会長老、義城金融組合評議員、義城日中絹織工場代表を歴任した。1947年より初代義城邑長、国会議員を務めた。1960年没。